# 开普科勒尔大桥
开普科勒尔大桥（英語：Cape Coral Bridge）位于美国佛罗里达州南部，跨越克盧薩哈奇河，连接东岸的麥爾茲堡和西岸的開普科勒爾，长3,400英尺（1,000），由两條平行的橋组成，双向六车道，北侧老桥1964年通车，南侧新桥1989年通车。

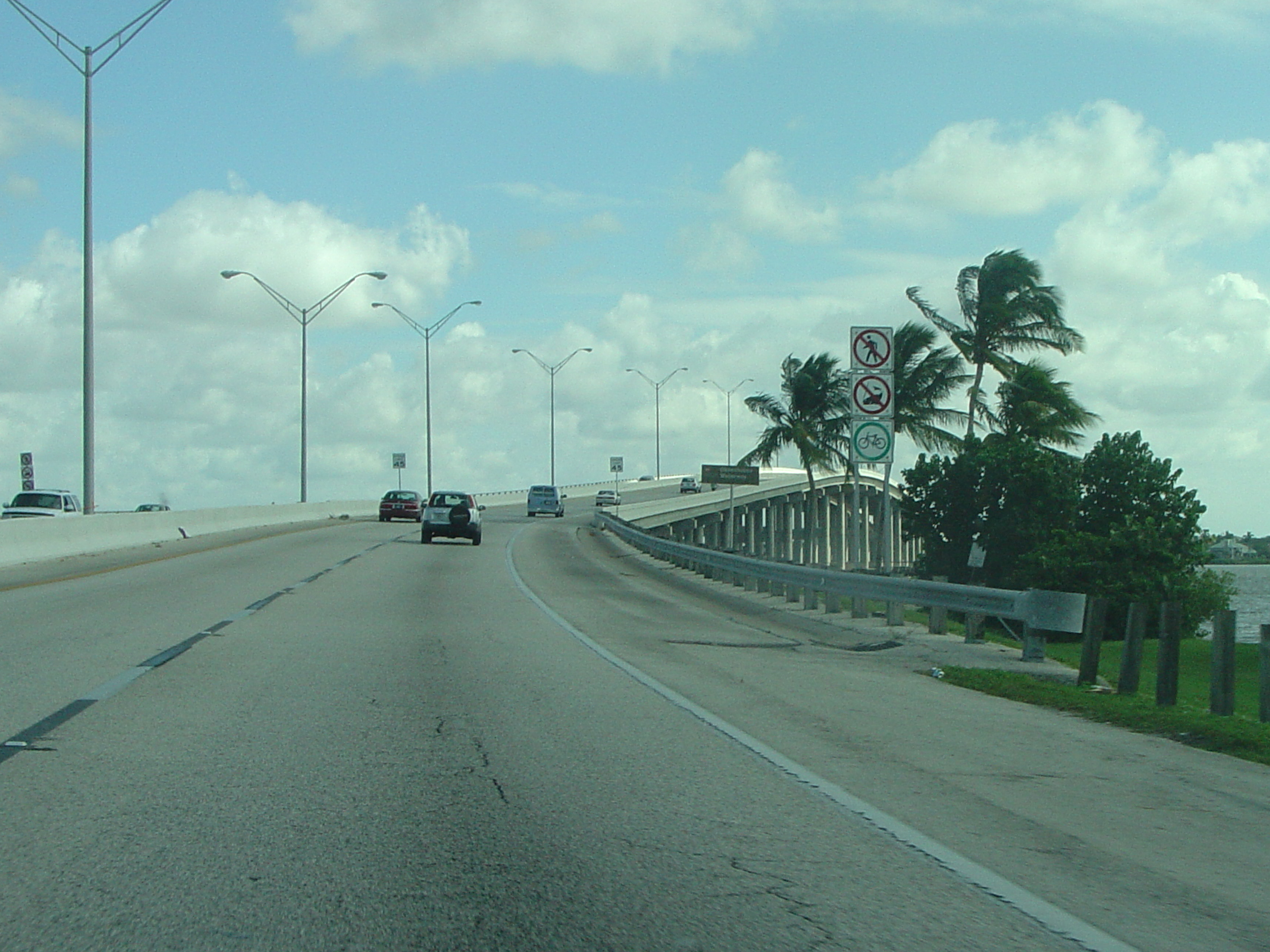
1989年通车的新桥